# Rima Horton
Rima Elizabeth Horton (Londres, 31 de gener de 1947) és una ex-política anglesa, que va ser regidora de Kensington i Chelsea pel Partit Laborista, guanyant les eleccions el 1986. Va ser candidata laborista en dues ocasions per entrar al Parlament, però en totes dues ocasions va perdre. Horton també ha estat professora a la Universitat de Kingston.
Horton és coneguda també per haver estat la parella de l'actor Alan Rickman. Van viure junts des del 1977, i es van casar en una cerimònia privada el 2012. Van seguir junts fins a la mort d'ell, el gener de 2016.

## Biografia
Rima Elizabeth Horton va néixer en el si d'una família obrera a Bayswater, essent la tercera de quatre germans de la parella formada per Elice Irene (nascuda Frame, 1906–1984) i Wilfred Stewart Horton (1905–2003). La seva mare era gal·lesa, mentre que el seu pare havia nascut a Londres. Horton va estudiar a l'escola primària per nenes St. Vincent de Paul, i posteriorment a la Universitat de Southampton.
Horton va guanyar les eleccions, el 1986, per representar el Partit Laborista al Consell de Kensington i Chelsea, actuant com a directora i portaveu d'educació en el transcurs del seu càrrec. Va perdre el seu lloc al consell el maig de 2006. En dues ocasions es va presentar per representar els laboristes al Parlament, però en totes dues ocasions va perdre davant del candidat Tory. Horton també va treballar com a professora d'economia a la Universitat de Kingston.
Horton va formar part del consell directiu de The Making Place, organització caritativa dirigida als infants. Hi va entrar el 2002, abandonant el càrrec el 2005. també va estar al consell del Gate Theatre, situat a Notting Hill.
Rima va conèixer l'aleshores aspirant d'actor Alan Rickman quan ella tenia 18 anys i ell 19, quan tots dos estudiaven al Chelsea College of Arts. La parella es va casar, en una cerimònia privada celebrada a Nova York, l'any 2012. Horton va viure amb Rickman des del 1977 fins a la mort de l'actor, el gener de 2016.

## Obra
Horton va participar en la redacció de The Elgar Companion to Radical Political Economy, el 1994, on es va publicar el seu article "Inequality". En aquest, Horton exposava tres punts: si les persones eren "naturalment iguals en escència"; si i quan la redistribució de la riquesa està justificada; i, en cas afirmatiu, quina quantitat és "justa"? Allí hi citava obres recents, que suggerien que la salut i les ràtios de mortalitat en països desenvolupats "depenien, de fet, en la distribució dels ingressos".